# ثيو هوبسون
ثيو هوبسون (بالإنجليزية: Theo Hobson)‏ هو عالم عقيدة بريطاني، ولد في 1972.

## وصلات خارجية
- الموقع الرسمي